# سیزدهمین مراسم جایزه انجمن بازیگران فیلم
 سیزدهمین مراسم جایزه انجمن بازیگران فیلم (به انگلیسی: 13st Screen Actors Guild Awards) به افتخار بهترین بازیگران فیلم و تلویزیون سال ۲۰۰۶ برگزار شد.

## نامزدی‌ها و جوایز

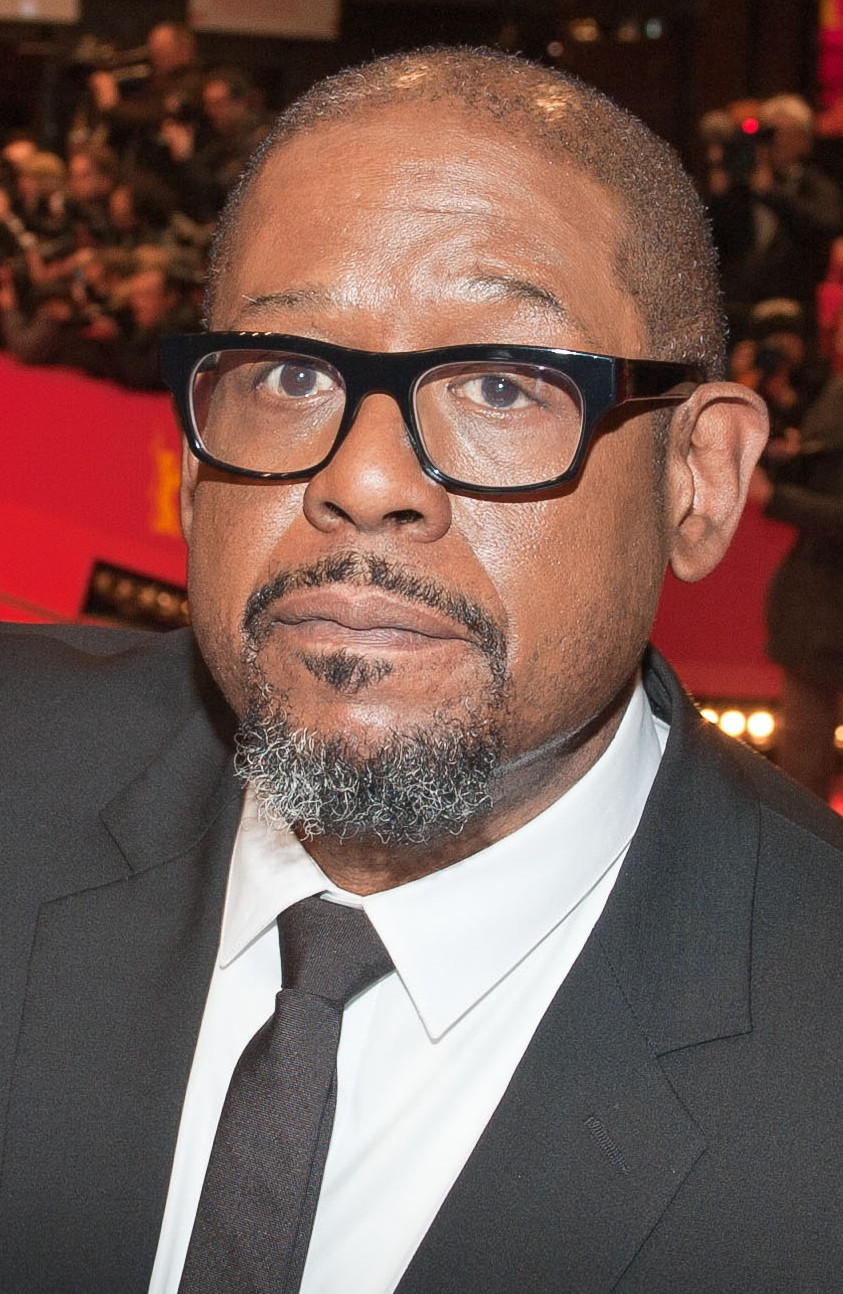
فارست ویتاکر، برنده بهترین بازیگر مرد فیلم درام

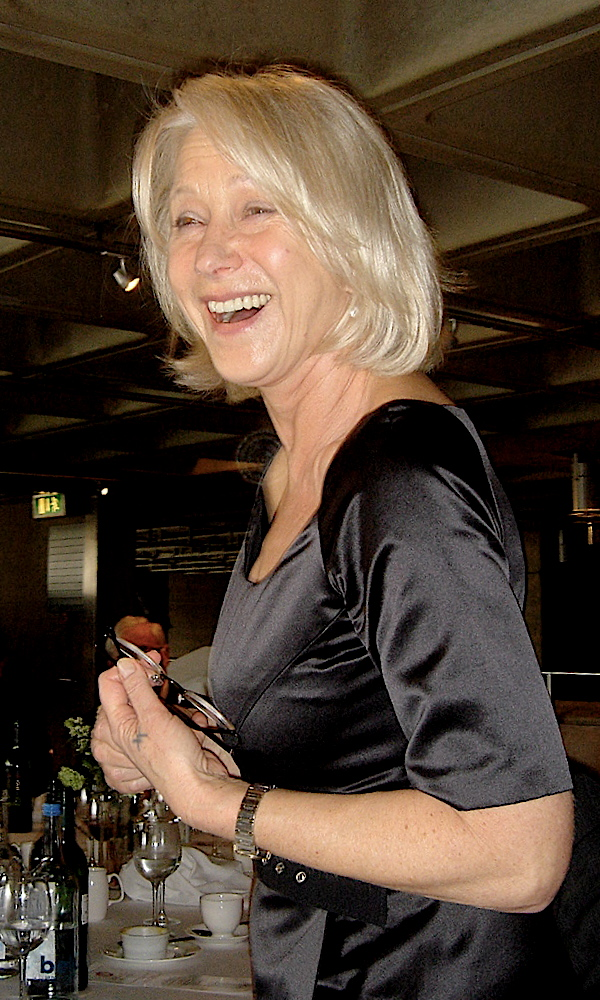
هلن میرن، برنده بهترین بازیگر زن فیلم درام

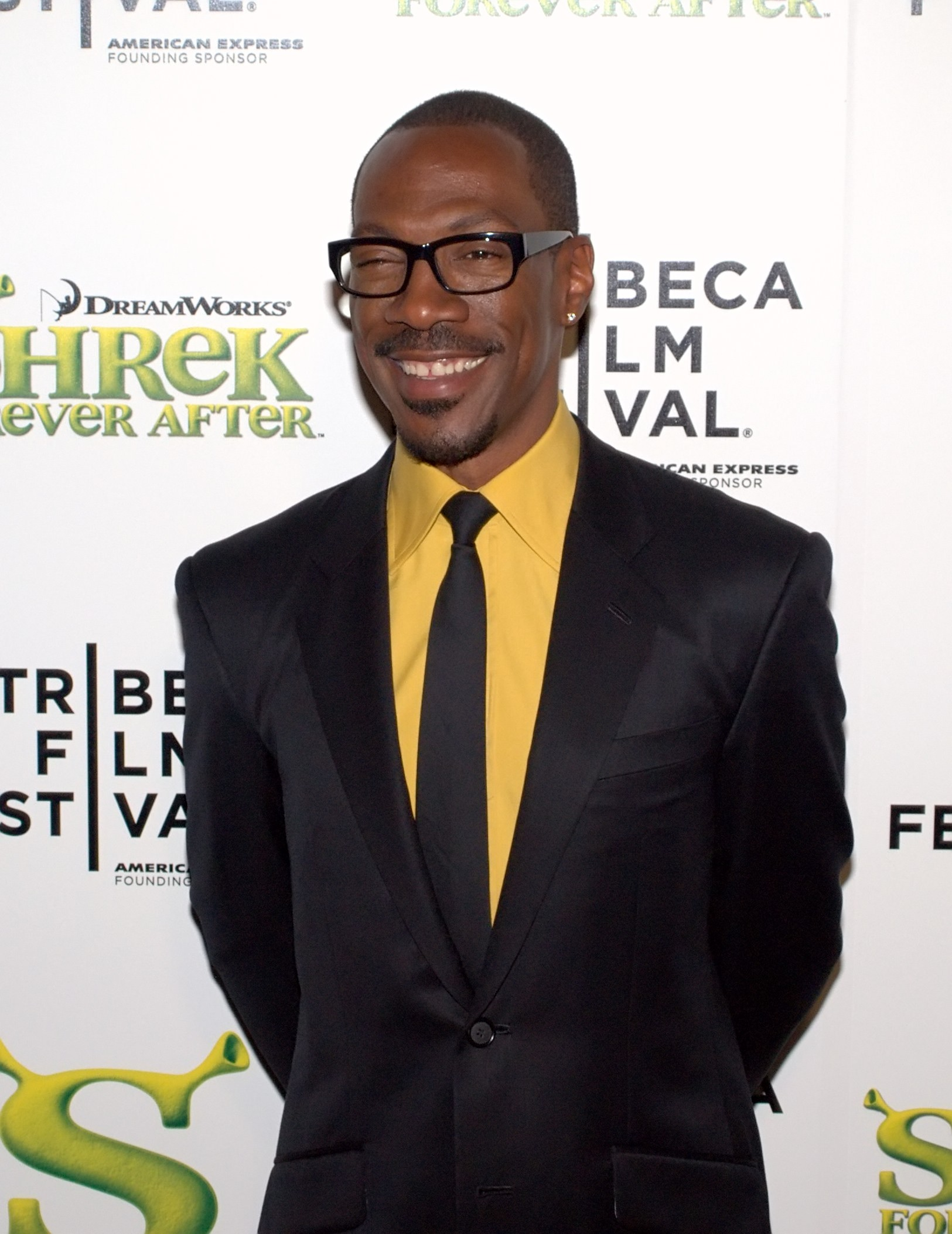
ادی مورفی، برنده بهترین بازیگر مکمل زن فیلم درام

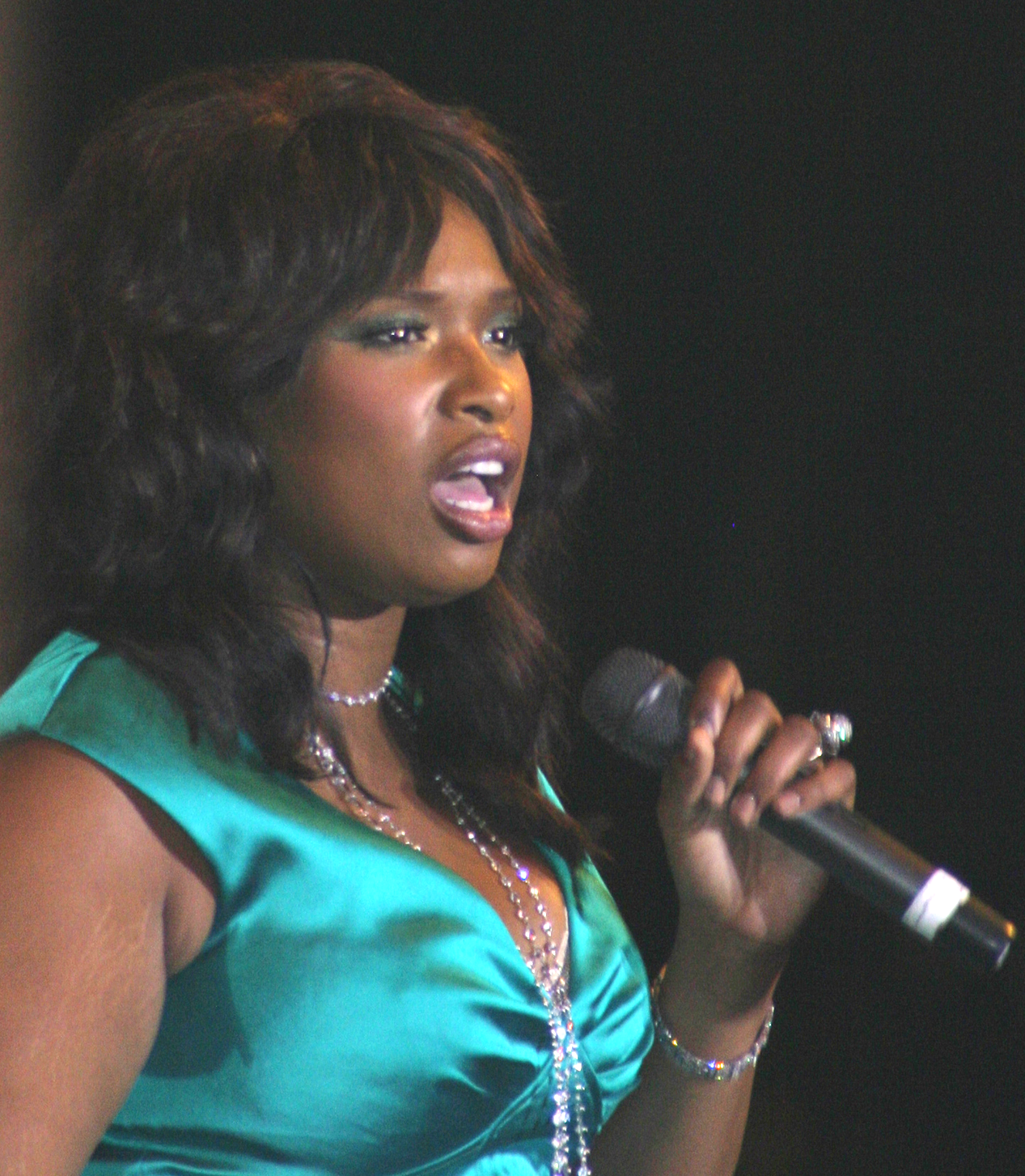
جنیفر هادسون، برنده بهترین بازیگر مکمل زن فیلم درام

| فارست ویتاکر      | برای فیلم |
| لئوناردو دی‌کاپریو | برای فیلم |
| رایان گاسلینگ     | برای فیلم |
| پیتر اوتول        | برای فیلم |
| ویل اسمیت         | برای فیلم |

| هلن میرن     | برای فیلم |
| پنه‌لوپه کروز | برای فیلم |
| جودی دنچ     | برای فیلم |
| مریل استریپ  | برای فیلم |
| کیت وینسلت   | برای فیلم |

| ادی مورفی         | برای فیلم |
| آلن آرکین         | برای فیلم |
| لئوناردو دی‌کاپریو | برای فیلم |
| جکی ارل هیلی      | برای فیلم |
| جایمن هانسو       | برای فیلم |

| جنیفر هادسون   | برای فیلم |
| آدریانا بارازا | برای فیلم |
| کیت بلانشت     | برای فیلم |
| ابیگیل برسلین  | برای فیلم |
| رینکو کیکوچی   | برای فیلم |

## برندگان مرد و زن سریال تلویزیونی

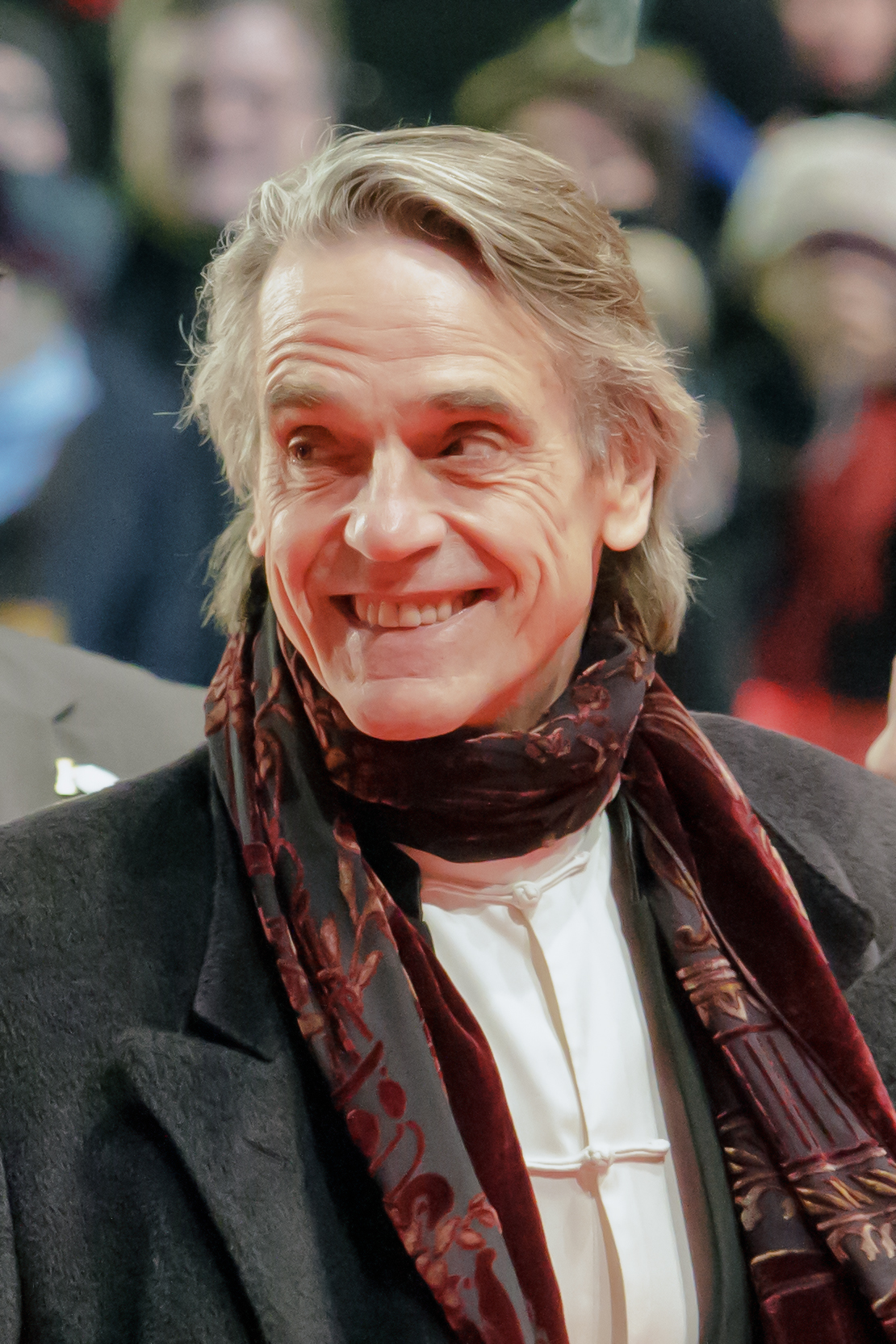
جرمی آیرونز عملکرد فوق العاده توسط یک بازیگر مرد در یک مینی سریال یا فیلم تلویزیونی
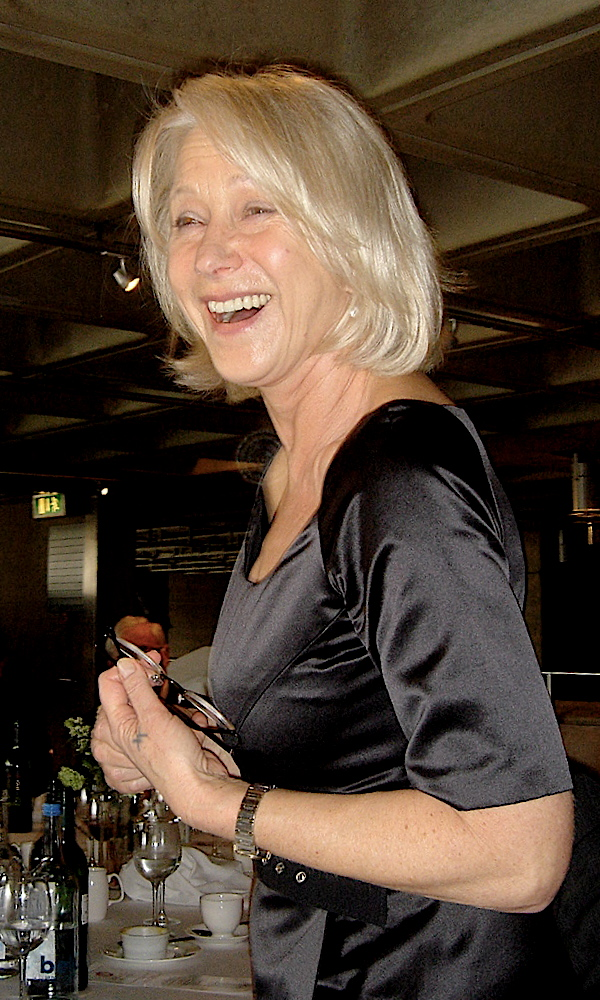
هلن میرن عملکرد فوق العاده توسط یک بازیگر زن در یک مینی سریال یا فیلم تلویزیونی
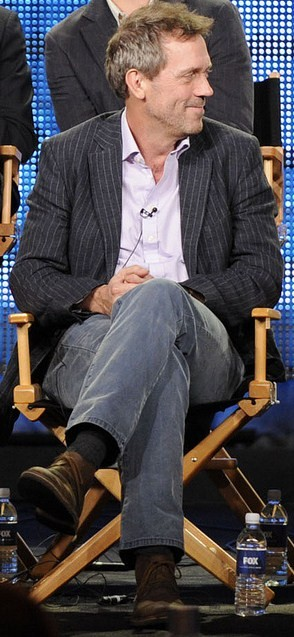
هیو لوری عملکرد فوق العاده توسط یک بازیگر مرد در یک سریال درام

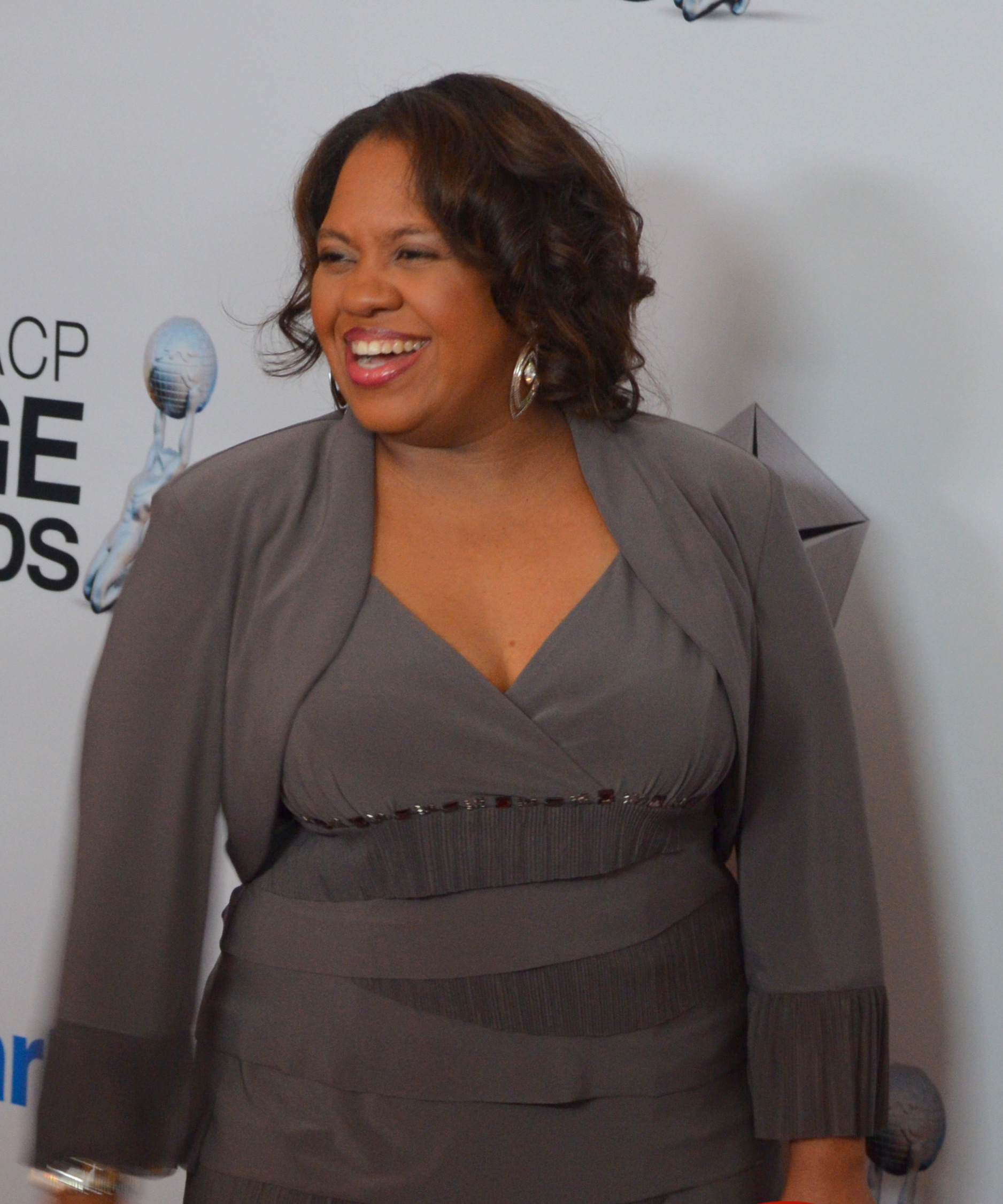
چاندرا ویلسون عملکرد فوق العاده توسط یک بازیگر زن در یک سریال درام
الک بالدوین عملکرد فوق العاده توسط یک بازیگر مرد در یک سریال کمدیالک بالدوین عملکرد فوق العاده توسط یک بازیگر مرد در یک سریال کمدی
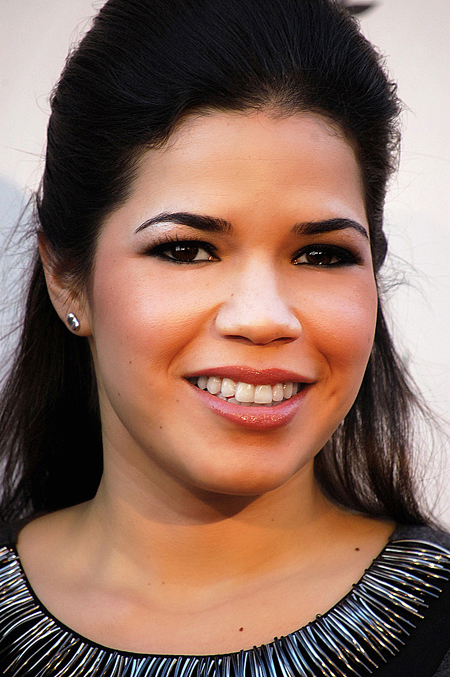
آمریکای فررا عملکرد فوق العاده توسط یک بازیگر زن در یک سریال کمدی